# Kodeks Aubin

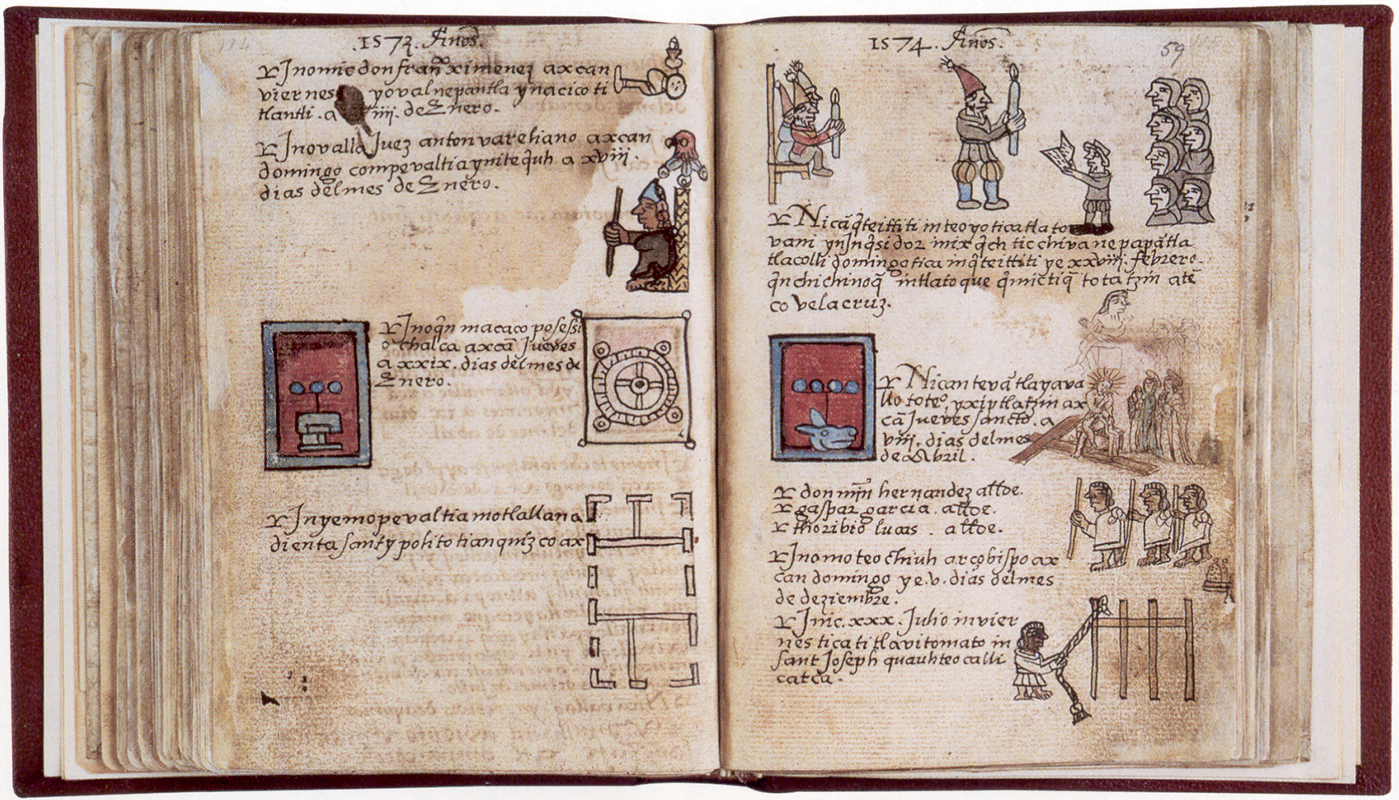
Kodeks Aubina

Kodeks Aubina, czasem zwany rękopisem Aubina lub Kodeksem Fonds Mexicanus 20 – aztecki lub mistecki dokument zawierający informacje na temat historii plemienia azteckiego. 

## Opis
Kodeks Aubina jest zbiorem historycznych tekstów napisanych w języku Nahuatl i hiszpańskim, wzbogacony ilustracjami dotyczącymi Indian Mexica z okresu przed ich wędrówką do Tenochtitlánu, migracji od Aztlan w roku 1168 poprzez Hiszpański podbój aż do okresu wczesnego hiszpańskiego kolonializmu w 1607 roku. Między innymi zawiera relację z masakry w świątyni w Tenochtitlán w 1520.
Kodeks wykonany jest ze skóry złożonej w cztery sekcje, pomalowany z jednej strony. Posiada 81 stron o wielkości 51 cm na 91 cm. Prawdopodobnie pierwsze zapiski powstały w 1576 na zlecenie lub pod nadzorem franciszkanina Diego Durána. Tworzony był przez szereg lat przez różnych autorów. 
Swoją nazwę zawdzięcza właścicielowi Josephowi Mariusowi Alexisowi Aubinowi, który w roku 1840 wywiózł go z Meksyku. Kodeks Aubina znany jest również jako Pintura No. 20 de la Colección Goupil Aubin lub "Manuskrypt 1576" ("Rękopis 1576").

## Publikacje
Oryginał Kodeksu Aubina znajduje się w Bibliotece Narodowej w Paryżu. Na jego podstawie wykonano wierną kopię Princeton z nieznacznie zmienionym rozkładem stron.
Pierwszej edycji dokonał w 1849–1851 Joseph Marius Alexis Aubin. Reprodukcję i wznowioną edycję opublikował w 1963 Charles E. Dibble w Madrycie.
W 1827 roku wydano publikacje autorstwa Włocha Rémi Siméon, która podzielona została na 79 części na 158 stronach. Wydanie to nazwano Chialiva i zostano sprzedane w 1936 w domu aukcyjnym "Sotheby and Co
Nowym właścicielem został Robert Garrett lub firma londyńska Bernard Quaritch. Na banderoli sprzedaży znajduje się jednakże inskrypcja "R. G. Nov. 1936" oraz jego znak firmowy. Garrett złożył rękopis w Instytucie Nauk Postępowych w Princeton w roku 1942 i oznaczył manuskrypt jako Lista zbioru Garrett nr 3" W 1949 darował kodeks wraz z innymi rękopisami Bibliotece Uniwersyteckiej w Princeton. 
W 1893 w Paryżu wydano pracę opartą na oryginale autorem którego był E. Leroux. 
W 1902 wydano pracę o Kodeksie Aubina autorstwa Eduarda Seler, recenzji Fredericka Starr'a